# لیدرسدورف
لیدرسدورف (به آلمانی: Liedersdorf) یک منطقهٔ مسکونی در آلمان است که در آل‌اشتد واقع شده‌است. لیدرسدورف  ۲۹۵ نفر جمعیت دارد.